# Charles de Broqueville
Charles de Broqueville (4 de dezembro de 1860 — Cidade de Bruxelas, 5 de setembro de 1940) foi um político da Bélgica. Ocupou o lugar de primeiro-ministro da Bélgica de 1911 a 1918 e de 22 de Outubro de 1932 a 20 de Novembro de 1934.

## Antes de 1914
Eleito pela primeira vez para a Câmara dos Representantes na eleição de 1892, ele representou o arrondissement de Turnhout até junho de 1919.
Ele era o líder do Partido Católico da Bélgica e atuou como primeiro-ministro entre 1911 e 1918, chefiando o governo de Broqueville.
Assim que ficou claro que a Alemanha pretendia violar a neutralidade belga em agosto de 1914, ele supervisionou a mobilização da Bélgica para a guerra. Apesar da mobilização, de Broqueville se opôs à proposta do rei Albert I de desdobrar o exército belga ao longo da fronteira alemã em 1914 - em vez de colocá-los estrategicamente em todo o país. Ele reconheceu que o apoio à Bélgica durante a guerra dependia de seu status continuado como uma potência neutra não provocativa.

## 1914–1918
A invasão alemã de 1914 forçou o governo belga ao exílio em Le Havre. De Broqueville lutou contra o rei na questão da neutralidade, negando assim à Bélgica uma aliança total com as forças aliadas.
Essa oposição do rei enfraqueceu criticamente a posição de de Broqueville entre os membros de seu gabinete. Consequentemente, ele renunciou ao cargo de Secretário de Relações Exteriores em janeiro de 1918 e ao cargo de primeiro-ministro em maio, quando perdeu o apoio de seu próprio partido.
De Broqueville também atuou como ministro em vários departamentos:
- Ministro das Ferrovias e PTT (Correios, Telégrafos e Telefones) 1910-1912
- Ministro da Guerra 1912-1917
- Ministro das Relações Exteriores 1917
- Ministro da Reconstrução 1917-1918
- Ministro do Interior 1918-1919
- Ministro da Defesa Nacional 1926-1930

## Depois da guerra
Mais tarde, Charles de Broqueville tornou-se primeiro-ministro pela segunda vez, servindo de 22 de outubro de 1932 a 20 de novembro de 1934.